# Zygaspis vandami
Zygaspis vandami là một loài bò sát trong họ Amphisbaenidae. Loài này được Fitzsimons mô tả khoa học đầu tiên năm 1930.